# Scottish League Cup 1984/85
Der Scottish League Cup wurde 1984/85 zum 39. Mal ausgespielt. Der schottische Ligapokal, begann am 14. August 1984 und endete mit dem Finale am 28. Oktober 1984. Am Wettbewerb nahmen die Vereine der Scottish Football League und Scottish Premier League teil. Wurde ein Duell nach 90 Minuten plus Verlängerung nicht entschieden, kam es zum Elfmeterschießen. Den Titel sicherten sich die Glasgow Rangers im Finale gegen Dundee United.

## 1. Runde
Ausgetragen wurden die Begegnungen am 14. und 15. August 1984.
|                       | Ergebnis              |                  |
| --------------------- | --------------------- | ---------------- |
| Albion Rovers         | 2:0                   | FC Montrose      |
| Dunfermline Athletic  | 4:0                   | FC Arbroath      |
| FC East Stirlingshire | 1:1 n. V. (?:? i. E.) | Berwick Rangers  |
| Queen of the South    | 2:1                   | FC Queen’s Park  |
| Stirling Albion       | 2:0                   | FC Stenhousemuir |
| FC Stranraer          | 0:3                   | FC Cowdenbeath   |

## 2. Runde
Ausgetragen wurden die Begegnungen am 21. August 1984.
|                      | Ergebnis              |                       |
| -------------------- | --------------------- | --------------------- |
| Airdrieonians FC     | 3:1                   | FC Aberdeen           |
| Ayr United           | 1:0                   | FC Motherwell         |
| FC Cowdenbeath       | 3:0                   | Partick Thistle       |
| FC Dundee            | 3:0                   | Hamilton Academical   |
| Dundee United        | 5:0                   | Forfar Athletic       |
| Dunfermline Athletic | 2:3                   | Celtic Glasgow        |
| Heart of Midlothian  | 4:0                   | FC East Stirlingshire |
| Hibernian Edinburgh  | 1:0                   | FC East Fife          |
| FC Kilmarnock        | 1:1 n. V. (?:? i. E.) | Alloa Athletic        |
| FC Livingston        | 2:1                   | Greenock Morton       |
| Queen of the South   | 1:2                   | FC Dumbarton          |
| Raith Rovers         | 2:0                   | FC Clydebank          |
| Glasgow Rangers      | 1:0                   | FC Falkirk            |
| FC St. Johnstone     | 2:1                   | Albion Rovers         |
| FC St. Mirren        | 1:0 n. V.             | FC Clyde              |
| Stirling Albion      | 1:4                   | Brechin City          |

## 3. Runde
Ausgetragen wurden die Begegnungen am 29. August 1984.
|                     | Ergebnis              |                  |
| ------------------- | --------------------- | ---------------- |
| Airdrieonians FC    | 0:4                   | Celtic Glasgow   |
| Brechin City        | 2:4                   | FC St. Johnstone |
| FC Cowdenbeath      | 2:0                   | FC St. Mirren    |
| FC Dumbarton        | 0:4                   | Dundee United    |
| FC Dundee           | 1:1 n. V. (?:? i. E.) | FC Kilmarnock    |
| Heart of Midlothian | 1:0                   | Ayr United       |
| Hibernian Edinburgh | 1:2                   | FC Livingston    |
| Glasgow Rangers     | 4:0                   | Raith Rovers     |

## Viertelfinale
Ausgetragen wurden die Begegnungen am 4. und 5. September 1984.
|                | Ergebnis  |                     |
| -------------- | --------- | ------------------- |
| FC Dundee      | 0:1       | Heart of Midlothian |
| Dundee United  | 2:1 n. V. | Celtic Glasgow      |
| FC Cowdenbeath | 0:2       | Glasgow Rangers     |
| FC Livingston  | 2:1       | FC St. Johnstone    |

## Halbfinale
Ausgetragen wurden die Begegnungen am 26. September 1984 (Hinspiel) und 9./10. Oktober 1984 (Rückspiel).
|                     | Gesamt |               | Hinspiel | Rückspiel |
| ------------------- | ------ | ------------- | -------- | --------- |
| Heart of Midlothian | 2:5    | Dundee United | 1:2      | 1:3       |
| Glasgow Rangers     | 5:1    | FC Livingston | 4:0      | 1:1       |

## Finale
| Glasgow Rangers                            | Glasgow Rangers | Dundee United | Dundee United |
| ------------------------------------------ | --- | --- | ------------- |
| Glasgow Rangers                            | \| 28. Oktober 1984 in Glasgow (Hampden Park) \| \| Ergebnis: 1:0 (1:0) \| \| Zuschauer: 41.526 \| \| Schiedsrichter: Brian McGinlay \| \| Spielbericht \|                                                      | \| 28. Oktober 1984 in Glasgow (Hampden Park) \| \| Ergebnis: 1:0 (1:0) \| \| Zuschauer: 41.526 \| \| Schiedsrichter: Brian McGinlay \| \| Spielbericht \|                                                                      | Dundee United |
| Glasgow Rangers                            | Peter McCloy – Dave McPherson, Ally Dawson, John McClelland, Craig Paterson – Cammy Fraser, Bobby Russell (76. Robert Prytz), Iain Ferguson, Ian Redford – Davie Cooper, Ally McCoist Cheftrainer: Jock Wallace | Hamish McAlpine – John Holt (78. John Clark), Maurice Malpas , Richard Gough, David Narey, Paul Hegarty, – Eamonn Bannon, Ralph Milne (11. Stuart Beedie), Billy Kirkwood, – Paul Sturrock, Davie Dodds Cheftrainer: Jim McLean | Dundee United |
| Glasgow Rangers                            | 1:0 Iain Ferguson (44.) | | Dundee United |
| Glasgow Rangers                            | Ally McCoist (38.), Dave McPherson (66.), Davie Cooper (89.) | Paul Hegarty (27.), Richard Gough (73.) | Dundee United |
| 28. Oktober 1984 in Glasgow (Hampden Park) | | |               |
| Ergebnis: 1:0 (1:0)                        | | |               |
| Zuschauer: 41.526                          | | |               |
| Schiedsrichter: Brian McGinlay             | | |               |
| Spielbericht                               | | |               |